# Polka (danse)
Pour les articles homonymes, voir Polka.

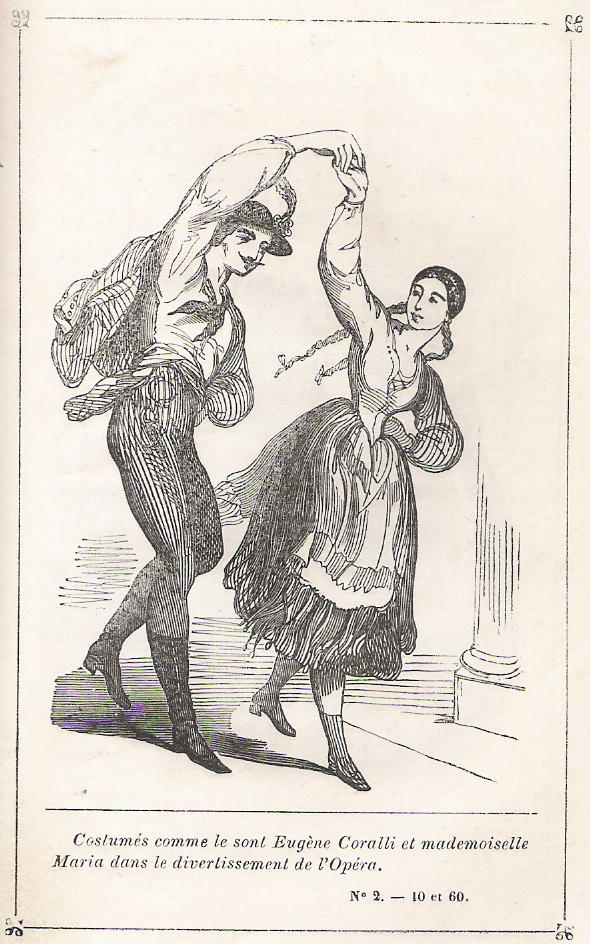
Perrot et Robert, Almanach des polkeurs, Paris, 1848.

La polka est une danse originaire de Bohême mais également propre aux régions slaves (République tchèque, Pologne, Slovaquie, Russie occidentale, Ukraine, Biélorussie), baltes (Lettonie, Lituanie) et d'Europe centrale (Suisse, Autriche et Hongrie), à deux temps, de tempo assez rapide, aux rythmes bien articulés.
La polka est largement utilisée dans la musique traditionnelle d'Europe centrale (République tchèque, Slovaquie, Allemagne et Autriche) et se joue sur des tempo beaucoup plus lents pour frôler les 95 à la noire.[réf. nécessaire]

## Histoire
Le mot polka vient du tchèque půlka (moitié ou demi)[réf. nécessaire], décrivant le pas chassé (demi-pas) servant de base à la danse. Dérivée de plusieurs danses la plupart anglo-saxonnes[réf. nécessaire] (nimra, bourrée, écossaise, scottish…), après Prague en 1835, puis Vienne en 1839[réf. nécessaire], c'est à partir de Paris en 1840 qu'elle se répand dans l'Europe entière, donnant lieu à une véritable « polkamania ».
Danse de couple effectuant un mouvement circulaire[réf. nécessaire], la composante principale en est le pas de polka. De nombreux manuels, articles et publications des maîtres de danse circulent, et la polka gagne rapidement toutes les couches de la population, des milieux bourgeois aux plus populaires. Tout au long du XXe siècle, comme pour beaucoup de danses populaires, les erreurs musicologiques, les amalgames simplistes, les querelles stériles, les confusions identitaires… dénaturent la polka[réf. nécessaire], qui tombe en désuétude (cf. polka-mazurka, polonaise, polish dance, alla polacca).
Jules Perrot est le premier chorégraphe à porter la polka à la scène : son ballet Polka est représenté à Londres en 1844. Une reconstitution de l'une des premières polkas, « la polka nationale », est faite par la compagnie de recherche en danse Révérences.

## Musique classique pour la polka
Avec ses 160 numéros d'opus (sur 479), Johann Strauss II est sans conteste le « maître » de la polka de la fin du XIXe siècle (cf. le lien remarquable ci-dessous). Mais les compositeurs tchèques comme Bedřich Smetana, Zdeněk Fibich ou Antonín Dvořák recherchent une authenticité plus « nationale ». Jacques Offenbach l'intègre dans nombre de ses opéras-bouffes. Georges Bizet, Gioachino Rossini (Petite polka chinoise), Émile Waldteufel, Bohuslav Martinů, Joseph Lanner, Dmitri Chostakovitch ou Igor Stravinsky (Polka circus), pour n'en citer que quelques-uns, composent également des polkas.

## Tradition populaire
Dans la seconde moitié du XIXe siècle la polka, à l'instar des autres danses de couple, se popularise progressivement. On la retrouve dans une grande majorité des provinces françaises.
En Berry, dès les années 1850, Charles Ribault de Laugardière note, à Bengy-sur-Craon (Cher) : « Le nom du branle s'est conservé chez nous, mais la chose ?… - Faisons un branle de danse ! entendons-nous dire par quelques jeunes gens : nous sommes heureux, notre cœur d'amateurs des anciennes coutumes bat plus vite, nous songeons aux branles à danser des temps passés. Fermons les yeux et bouchons-nous les oreilles ! on polke et l'on valse ici ; où nous sommes-nous fourvoyés ? »
On retrouve aussi une variante en Anjou à cette même période du nom de « Polka des officiers », celle-ci est inventée par les officiers du Cadre Noir de Saumur. « Cette danse enlevée amenait les Angevines portées par leurs cavaliers à sauter par-dessus des chaises, ou des barriques. »